# Вискозиметр
Вискози́метр (от позднелат. viscosus — вязкий) — прибор для определения динамической или кинематической вязкости вещества. В системе единиц СГС и в СИ динамическая вязкость измеряется соответственно в пуазах (П) и паскаль-секундах (Па·с), кинематическая — соответственно в стоксах (Ст) и квадратных метрах на секунду (м²/с).

## Разновидности вискозиметров

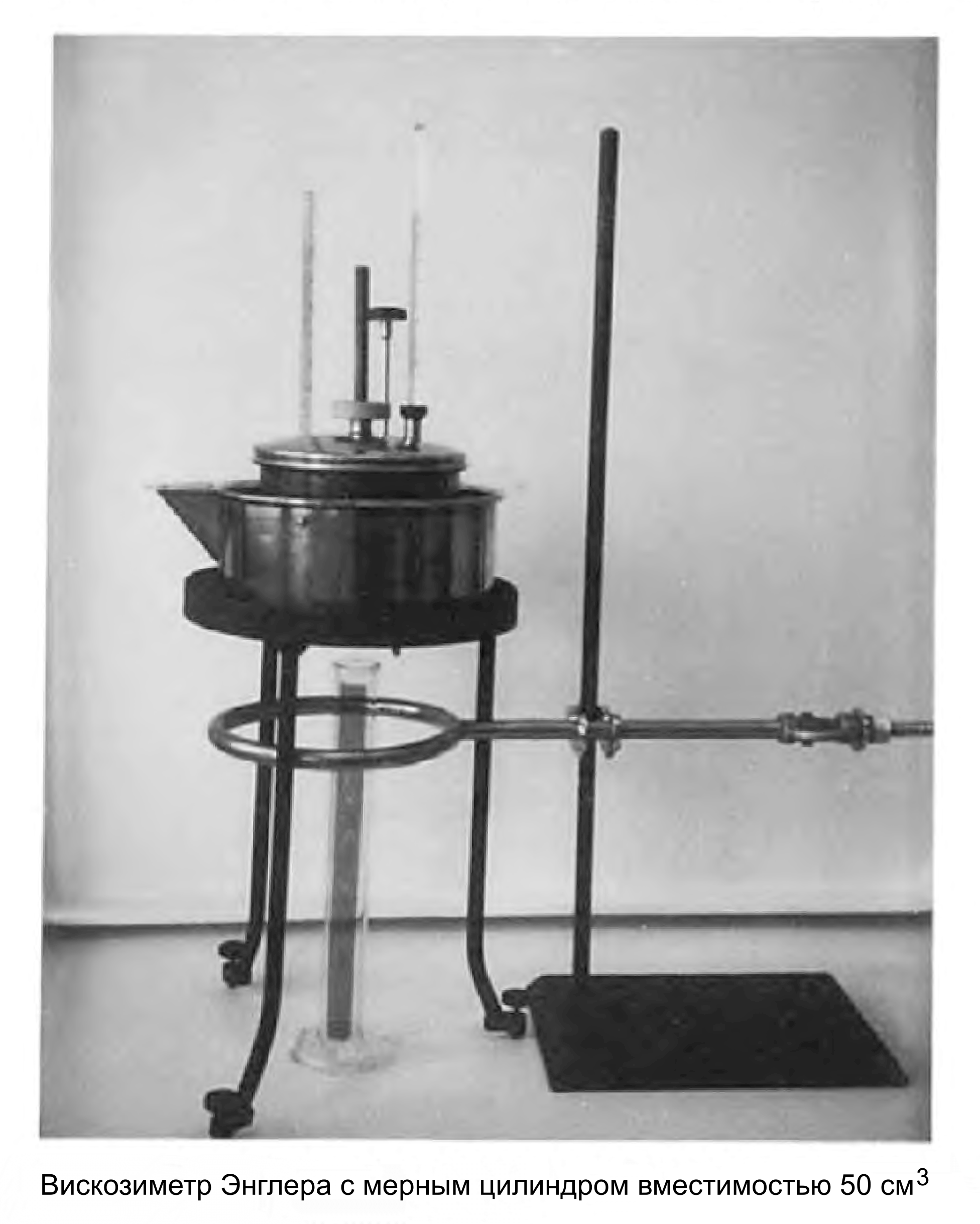
Вискозиметр Энглера для определения условной вязкости

Вискозиметры бывают: капиллярными, ротационными, с падающим шариком и других типов.

### Капиллярные вискозиметры
Принцип действия основан на подсчёте времени протекания заданного объёма жидкости через узкое отверстие или трубку, при заданной разнице давлений. Чаще всего жидкость из резервуара вытекает под действием собственного веса, в таком случае вязкость пропорциональна разнице давлений между жидкостью, вытекающей из капилляра и жидкостью на том же уровне, вытекающей из очень толстой трубки. Если течение жидкости в приборе осуществляется только под действием тяжести (например, в вискозиметре Уббелоде), то при работе капиллярного вискозиметра определяется кинематическая (не динамическая) вязкость. С помощью капиллярного вискозиметра измеряются вязкости от 10 мкПа∙с(газы) до 10 кПа∙с. Используют вискозиметры по ASTM D 445(ГОСТ 33).
Различают вискозиметры Оствальда, Уббелоде, Уббелоде с подвешенным уровнем,
Вискозиметры Кэннон-Фенске (Cannon-Fenske) — одни из самых распространенных ввиду простоты и удобства работы.
Предназначены для измерения кинематической вязкости прозрачных жидкостей (вискозиметры Кэннон-Фенске прямого тока) или непрозрачных жидкостей (вискозиметры Кэннон-Фенске обратного тока). Как правило размеры и константы вискозиметров прямого и обратного тока совпадают.

### Ротационные вискозиметры
Измеряют динамическую вязкость. Одно или два коаксиально (соосно) расположенных тела вращения (цилиндры, диск, конус,сфера). Пространство между ними заполняют исследуемым веществом. При вращении одного из тел (двух относительно друг друга) возникает момент сопротивления деформации жидкости. Существуют два основных метода измерения: измерение момента сопротивления деформации при заданной скорости вращения и измерение скорости вращения тела от приложенного фиксированного крутящего момента. Основная масса приборов использует первый метод. Только ротационные вискозиметры позволяют измерить истинную или абсолютную вязкость, как ньютоновских, так и неньютоновских (структурированных или реологических) сред. Диапазон измеряемой вязкости обычно простирается от 1 мПа·с до сотен тысяч Па·с. Такой широкий диапазон измерений достижим как за счёт изменения скорости вращения шпинделя от 0,01 оборота в минуту до 1500, так и использования шпинделей разных размеров для разных диапазонов вязкости.

### Вискозиметр с движущимся (падающим) шариком
Вискозиметр основан на законе Стокса. Вязкость определяется по времени прохождения шариком некоего расстояния, чаще всего под воздействием его собственного веса. Наиболее известен вискозиметр Гепплера.

### Вискозиметр с вибрирующим зондом
Основан на изменении резонансной частоты колебаний в жидкости различной вязкости. Так как частота будет зависеть и от плотности измеряемой жидкости, некоторые модели позволяют определять эту плотность независимо от вязкости, тогда как другие используют заданное известное значение плотности.

### Вискозиметр пузырькового типа
Основан на определении параметров движения пузырька газа, свободно всплывающего в вязкой среде.